# Kondoa (TC)
Kondoa (TC) ist ein Stadt-Distrikt im Norden der Region Dodoma in Tansania mit dem Verwaltungszentrum in der Stadt Kondoa. Der Distrikt grenzt im Norden und im Nordosten an den Distrikt Kondoa (District Council DC), im Süden an den Distrikt Chemba und im Nordwesten an die Region Singida. 

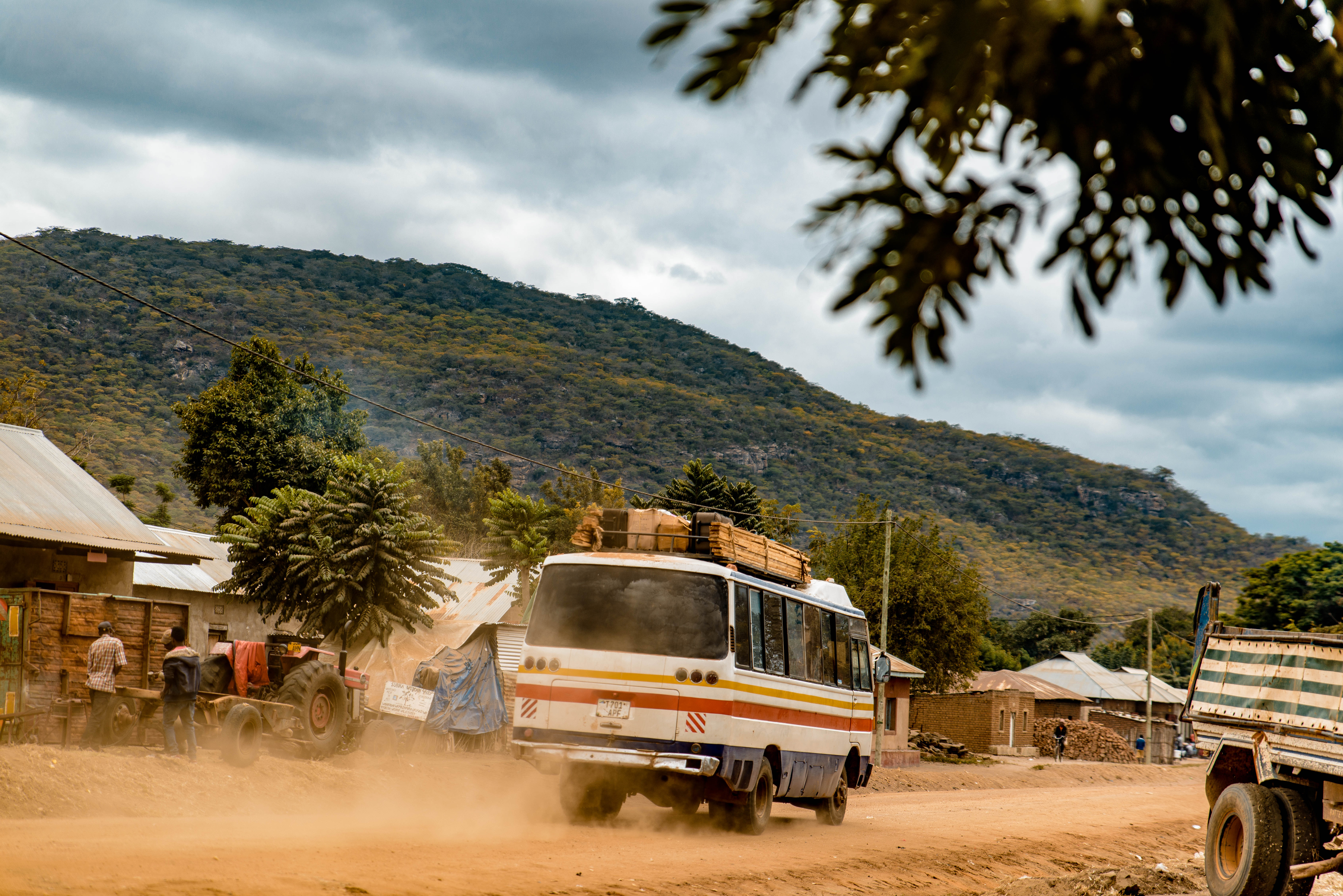
Regionalstraße in Kondoa

## Geographie

### Lage
Der Distrikt ist Teil des tansanischen Zentralplateaus und liegt rund 160 Kilometer nördlich der Hauptstadt Dodoma. Er hat eine Fläche von 936 Quadratkilometer und 80.443 Einwohner (Volkszählung 2022). Das Land liegt großteils auf einer Ebene in einer Höhe von 900 Meter über dem Meer, im Nordwesten steigt es steil auf über 2000 Meter an.

### Klima
Das Klima ist halbtrocken, der Großteil der jährlichen Niederschlagsmenge von 500 bis 1000 Millimeter fällt in der Zeit von Dezember bis März mit einer kurzen Trockenperiode im Februar. Die Durchschnittstemperatur liegt zwischen 16 und 26 Grad Celsius.

## Geschichte
Der Distrikt Kondoa TC wurde 2015 eingerichtet.

## Verwaltungsgliederung
Kondoa TC besteht aus dem einen Wahlkreis Kondoa Mjini, der sich in acht Bezirke (Kata) gliedert:
| Wahlkreis (Jimbo) | Bezirk (Kata) | Einwohner (2016) | Einwohner (2022) |
| ----------------- | ------------- | ---------------- | ---------------- |
| Kondoa Mjini      | Bolisa        | 3.960            | 3.919            |
| Kondoa Mjini      | Chemchem      | 8.601            | 8.351            |
| Kondoa Mjini      | Kilimani      | 7.865            | 9.629            |
| Kondoa Mjini      | Kingale       | 11.958           | 13.152           |
| Kondoa Mjini      | Kolo          | 5.698            | 5.649            |
| Kondoa Mjini      | Kondoa Mjini  | 15.631           | 26.179           |
| Kondoa Mjini      | Serya         | 6.580            | 9.830            |
| Kondoa Mjini      | Suruke        | 3.853            | 3,734            |

## Bevölkerung
Die größte ethnische Gruppe im Distrikt sind Bantu-sprechende Gruppen. Zu ihnen gehören die Untergruppen Warangi, Wagogo, Wazigua und Wanguu. Sie machen rund 80 Prozent der Bevölkerung aus.

## Einrichtungen und Dienstleistungen
- Bildung: In Kondoa TC befinden sich 32 Grundschulen und 12 weiterführende Schulen.[5] Von diesen sind 9 staatlich geführt und 3 sind Privatschulen.[6]
- Gesundheit: Für die medizinische Versorgung des Stadt-Distriktes stehen 1 Krankenhaus, 1 Gesundheitszentrum und 6 Apotheken zur Verfügung.[5]
- Wasser: In der Stadt werden 65 Prozent der Bevölkerung mit sicherem und sauberem Wasser innerhalb von 400 Meter vom Wohnort versorgt, im ländlichen Gebiet sind es 34 Prozent.[7]

| - Landwirtschaft: Der wichtigste Wirtschaftszweig ist die Landwirtschaft. Ackerbau und Viehzucht tragen rund 95 Prozent zum Einkommen der Bewohner bei, die restlichen 5 Prozent entfallen auf Gewerbe, etwas Bergbau und Imkerei. Die landwirtschaftlichen Betriebe haben eine Größe von 3 bis 6 Hektar. Angebaut werden hauptsächlich die Grundnahrungsmittel Mais, Maniok, Bohnen, Simse, Hirse und Sorghum. Verkauft werden Mais, Erdnüsse, Sonnenblumen, Sesam und Erbsen. Die Viehzüchter besitzen zwischen 5 und 100 Tiere, es werden vor allem Rinder, Ziegen und Schafe gehalten. - Straße: Durch den Distrikt verläuft die asphaltierte Nationalstraße T5 von Dodoma im Süden nach Arusha im Norden. | Die zur Anzeige dieser Grafik verwendete Erweiterung wurde dauerhaft deaktiviert. Wir arbeiten aktuell daran, diese und weitere betroffene Grafiken auf ein neues Format umzustellen. (Mehr dazu) |

## Politik
Der Stadtrat besteht aus 12 Mitgliedern. Den Vorsitz führt seit 2020 Mohamed Kiberenge.